# Incident de Lakenheath
L’incident de Lakenheath s'est déroulé dans la nuit du 13 au 14 août 1956 lorsqu'un écho radar inconnu a été détecté par les radars de contrôle de deux bases aériennes de l'US Air force en Angleterre, qui apparemment correspondraient avec des observations faites au sol. Il y eut interception par un chasseur de la RAF et le pilote signala un contact radar aéroporté et un verrouillage radar de cible.

## Chronologie des évènements
Le 13 août 1956 à 22 h 55, le radar de la base de Bentwaters dans l'est de l'Angleterre détecte un écho radar mystérieux, qui, s'il s'agissait d'un objet se déplacerait, en passant au-dessus de la base, à la vitesse apparente de 6 400 km/h. Aucun bang sonique n'est mentionné. Le personnel de la tour de contrôle de Bentwaters demande confirmation à celui de Lakenheath et mentionne avoir vu passer une « lumière floue », Au même moment, un C-47 se déplaçait à 5000 pieds et un membre du personnel navigant déclare avoir aperçu une lumière brillante sous l'avion. Le responsable de la base de Lakenheath, qui utilise un système MTI qui élimine les interférences du sol et les cibles stationnaires, déclare ne pas détecter d'écho radar mystérieux si ce n'est pour une cible immobile,. Les radaristes du centre de contrôle du trafic aérien constatent que la cible observée passe de l'immobilité à une vitesse comprise entre 640 et 960 km/h,. La cible change plusieurs fois de direction, se déplaçant toujours en ligne droite, d'un point à l'autre à vitesse constante de 600 mph, ces changements de lieu étant séparés d'une distance de 8 à 20 miles soit de 12,8 à 32 km. Les arrêts variaient de 3-4  à 5-6 minutes,.
Après 30 à 45 minutes, la RAF décide d'envoyer un chasseur, un Venom biplace, pour investiguer,. Le centre de contrôle radar du trafic aérien de Lakenheath le guide vers la position supposée de l'ovni,, entre 15.000 et 20.000 pieds d'altitude. Le pilote voit la cible, la verrouille au radar. Les opérateurs radar du centre informent le pilote que 2 cibles sont détectées, une toujours à sa place et l'autre derrière lui,.Les radaristes observant toujours 2 cibles, le pilote tente différentes manœuvres pour "secouer" l'ovni durant 10 minutes, toujours à distance fixe (montée, piqué, virage en cercle), mais il n'y parvient pas,. Enfin, à court de carburant, il retourne à sa base, demandant qu'on lui dise si l'objet persiste à le suivre. L'ovni le suit, en effet, sur une courte distance, puis s'immobilise. Les radaristes verront ensuite l'objet effectuer quelques courts déplacements, puis partir en direction du nord à quelque 950 km/h et disparaître à 3h30 hors de la portée des radars. Un Venom envoyé en remplacement du premier a dû rentrer rapidement à sa base par suite d'ennuis mécaniques, avant d'avoir pu établir un contact avec l'objet.

## Conclusions officielles
Le rapport de la commission Condon est en conformité avec celui du projet Livre Bleu de l'USAF. Le rapport Condon conclut pour ce cas que « même si, bien entendu, on ne saurait écarter des explications classiques ou naturelles, la probabilité de celles-ci semble faible dans le présent cas et la probabilité qu'au moins un véritable ovni soit impliqué apparaît assez élevée ».

## Réactions

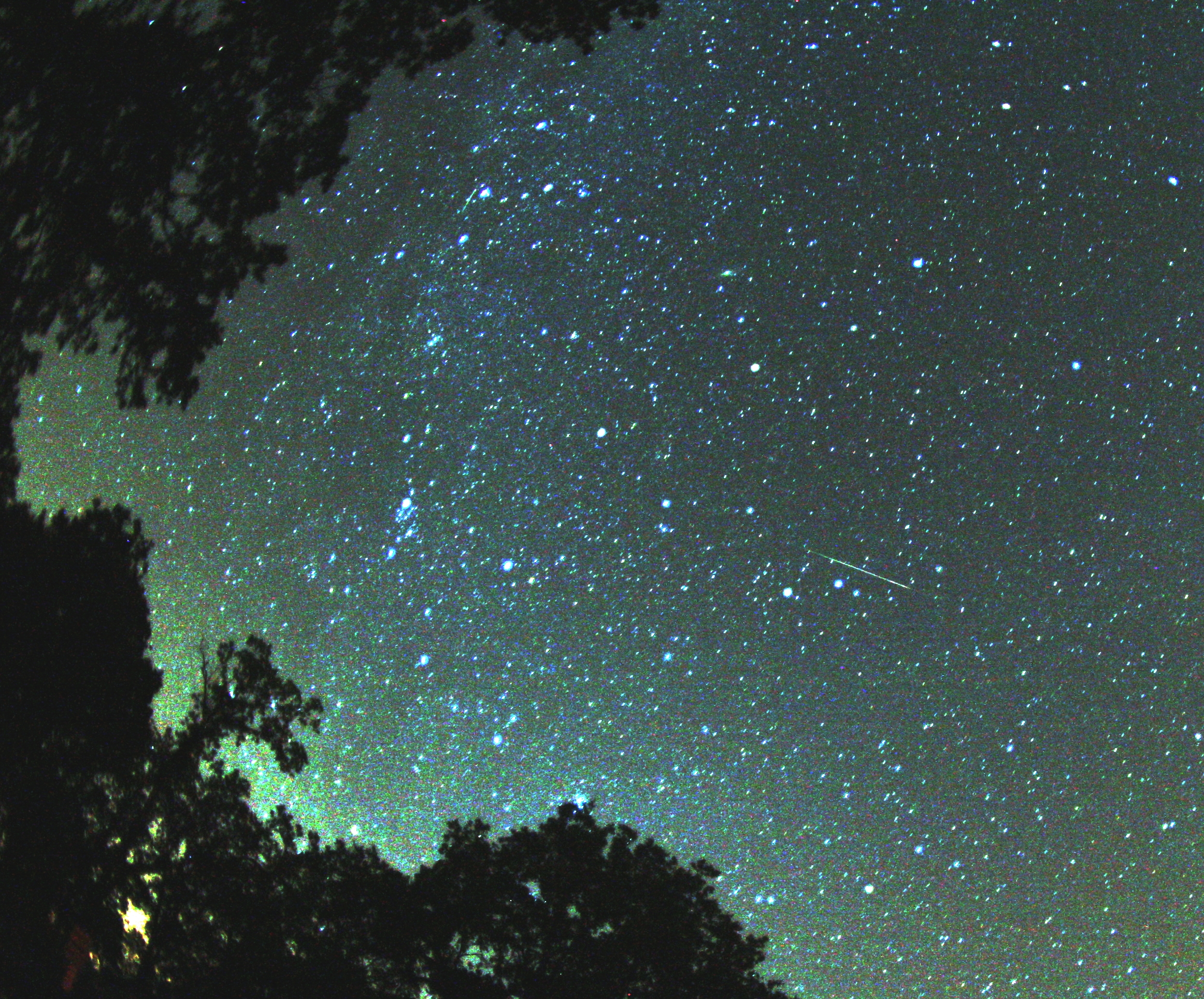
Météores issus de l'essaim des Perséides.

L'ingénieur Philip J. Klass a annoncé que le cas de Lakenheath peut s'expliquer par une combinaison d'un faux écho radar et d'une mauvaise interprétation du passage de météores issus de l'essaim des Perséides.